# Gliese 75
Gliese 75 (GJ 75 / HR 511 / HD 10780) es una estrella en la constelación de Casiopea situada cerca de ε Cassiopeiae y M103. De magnitud aparente +5,63 puede ser observada a simple vista con buenas condiciones de visibilidad. Se encuentra a 32,5 años luz del sistema solar. Las estrellas más cercanas a Gliese 75 son GJ 3125, a 0,7 años luz, y Gliese 49, a 3,1 años luz.
Gliese 75 es una enana naranja de tipo espectral K0V. Con una temperatura efectiva de 5350 K, es una estrella de la secuencia principal más pequeña y tenue que el Sol, semejante a Alfa Centauri B.
Su luminosidad es la mitad de la del Sol, siendo deficiente en luz ultravioleta.
Tiene un radio equivalente al 82 % del radio solar, con una masa estimada del 92 % de la masa solar.
Muestra emisiones inusuales de CaII y es mucho más luminosa que el Sol en rayos X. Está considerada como una estrella relativamente activa.
De acuerdo con la base de datos SIMBAD, Gliese 75 es una estrella variable BY Draconis, recibiendo la denominación de variable V987 Cassiopeiae.
Aunque inicialmente Gliese 75 fue considerada una estrella rica en metales, estudios posteriores indican que su metalicidad es equiparable a la solar. Su movimiento a través del espacio es característica de una joven estrella de disco.
Su edad se estima en solo 600 millones de años, 1/8 parte de la edad del Sol.